# Billie Jean King Cup 2023 – kvalifikační kolo
Kvalifikační kolo Billie Jean King Cupu 2023 představovalo devět mezistátních tenisových zápasů hraných mezi 14. a 15. dubnem 2023. V rámci Billie Jean King Cupu 2023 do nich nastoupilo osmnáct družstev, která vytvořila devět párů. Dvoudenní vzájemná mezistátní utkání se konala ve formátu domácího a hostujícího týmu do tři vítězných bodů, se čtyřmi dvouhrami a závěrečnou čtyřhrou. Rozlosování proběhlo 13. listopadu 2022 v Glasgowě po finále předchozího ročníku.
Vítězové postoupili do finálového turnaje hraného v listopadu 2023. Na poražené čeká šestnáctičlenná světová baráž probíhající také v listopadu 2023, v níž se jejich soupeři stali vítězové 1. skupin tří kontinentálních zón probíhajícího ročníku.

## Přehled
Účast v kvalifikačním kole si zajistilo osmnáct týmů:
- 10 týmů z 3.–12. místa ve finálovém turnaji 2022
- 8 vítězů ze světové baráže 2022

| Nasazené týmy 1. Španělsko (3.) 2. Česko (4.) 3. Francie (5.) 4. Kanada (6.) 5. Spojené státy (7.) 6. Slovensko (8.) 7. Německo (9.) 8. Kazachstán (10.) 9. Rumunsko (12.) | Nenasazené týmy - Itálie (13.) - Belgie (14.) - Velká Británie (15.) - Polsko (16.) - Brazílie (17.) - Ukrajina (20.) - Mexiko (22.) - Rakousko (30.) - Slovinsko (34.) |

Žebříček ITF k 16. listopadu 2022.
| Kvalifikační kolo – 14. a 15. dubna 2023 | Kvalifikační kolo – 14. a 15. dubna 2023 | Kvalifikační kolo – 14. a 15. dubna 2023 | Kvalifikační kolo – 14. a 15. dubna 2023 | Kvalifikační kolo – 14. a 15. dubna 2023 | Kvalifikační kolo – 14. a 15. dubna 2023 | Kvalifikační kolo – 14. a 15. dubna 2023 |
| Domácí                                   | výsledek                                 | hosté                                    | místo konání                             | areál / hala                             | povrch                                   |                                          |
| ---------------------------------------- | ---------------------------------------- | ---------------------------------------- | ---------------------------------------- | ---------------------------------------- | ---------------------------------------- | ---------------------------------------- |
| Španělsko [1]                            | 4–0                                      | Mexiko                                   | Marbella                                 | Club de Tenis Puente Romano              | antuka                                   |                                          |
| Ukrajina                                 | 1–3                                      | Česko [2]                                | Antalya (Turecko)                        | Megasaray Club Belek                     | antuka                                   |                                          |
| Velká Británie                           | 1–3                                      | Francie [3]                              | Coventry                                 | Coventry Building Society Arena          | tvrdý (hala)                             |                                          |
| Kanada [4]                               | 3–2                                      | Belgie                                   | Vancouver                                | Pacific Coliseum                         | tvrdý (hala)                             |                                          |
| Spojené státy [5]                        | 4–0                                      | Rakousko                                 | Delray Beach                             | Delray Beach Tennis Center               | tvrdý                                    |                                          |
| Slovensko [6]                            | 2–3                                      | Itálie                                   | Bratislava                               | NTC aréna                                | tvrdý (hala)                             |                                          |
| Německo [7]                              | 3–1                                      | Brazílie                                 | Stuttgart                                | Porsche-Arena                            | antuka (hala)                            |                                          |
| Kazachstán [8]                           | 3–1                                      | Polsko                                   | Astana                                   | Národní tenisové centrum Daulet          | antuka (hala)                            |                                          |
| Slovinsko                                | 3–2                                      | Rumunsko [9]                             | Koper                                    | Sport Park Bonifika                      | antuka                                   |                                          |

## Zápasy kvalifikačního kola

### Španělsko vs. Mexiko
| Club de Tenis Puente Romano, Marbella, Španělsko 14.–15. dubna 2023 antuka | |                                                                         |     |     |    |            |
| \| 1. \| \| Sara Sorribesová Tormová Fernanda Contrerasová Gómezová \| 6 0 \| 6 0 \| \| \| \| 2. \| \| Nuria Párrizasová Díazová Renata Zarazúová \| 6 4 \| 6 3 \| \| \| \| 3. \| \| Nuria Párrizasová Díazová Marcela Zacaríasová \| 6 3 \| 6 0 \| \| \| \| 4. \| \| Sara Sorribesová Tormová Renata Zarazúová \| \| \| \| nehrálo se \| \| 5. \| \| Aliona Bolsovová / Rebeka Masárová Giuliana Olmosová / Renata Zarazúová \| 6 4 \| 6 4 \| \| \| \| Nominace \| \| \| \| \| \| \| \| \| Španělsko: Nuria Párrizasová Díazová, Rebeka Masárová, Sara Sorribesová Tormová, Marina Bassolsová Riberová, Aliona Bolsovová, nehrající kapitánka Anabel Medinaová Garriguesová \| \| \| \| \| \| \| \| Mexiko: Fernanda Contrerasová Gómezová, Marcela Zacaríasová, Renata Zarazúová, Giuliana Olmosová, nehrající kapitán Augustin Moreno \| \| \| \| \| \| \| Podrobnosti \| \| \| \| \| \| \| \| \| Předchozí poměr vzájemných zápasů mezi Španělskem a Mexikem činil 1:0. \| \| \| \| \| \| | |                                                                         |     |     |    |            |
| | |                                                                         | 1.  | 2.  | 3. |            |
| 1. | | Sara Sorribesová Tormová Fernanda Contrerasová Gómezová                 | 6 0 | 6 0 |    |            |
| 2. | | Nuria Párrizasová Díazová Renata Zarazúová                              | 6 4 | 6 3 |    |            |
| 3. | | Nuria Párrizasová Díazová Marcela Zacaríasová                           | 6 3 | 6 0 |    |            |
| 4. | | Sara Sorribesová Tormová Renata Zarazúová                               |     |     |    | nehrálo se |
| 5. | | Aliona Bolsovová / Rebeka Masárová Giuliana Olmosová / Renata Zarazúová | 6 4 | 6 4 |    |            |
| Nominace | |                                                                         |     |     |    |            |
| | Španělsko: Nuria Párrizasová Díazová, Rebeka Masárová, Sara Sorribesová Tormová, Marina Bassolsová Riberová, Aliona Bolsovová, nehrající kapitánka Anabel Medinaová Garriguesová |                                                                         |     |     |    |            |
| | Mexiko: Fernanda Contrerasová Gómezová, Marcela Zacaríasová, Renata Zarazúová, Giuliana Olmosová, nehrající kapitán Augustin Moreno                                              |                                                                         |     |     |    |            |
| Podrobnosti | |                                                                         |     |     |    |            |
| | Předchozí poměr vzájemných zápasů mezi Španělskem a Mexikem činil 1:0. |                                                                         |     |     |    |            |

### Ukrajina vs. Česko
| Megasaray Club Belek, Antalya, Turecko 14.–15. dubna 2023 antuka | |                                                                          |     |     |     |            |
| \| 1. \| \| Marta Kosťuková Markéta Vondroušová \| 2 6 \| 1 6 \| \| \| \| 2. \| \| Katarina Zavacká Barbora Krejčíková \| 4 6 \| 3 6 \| \| \| \| 3. \| \| Marta Kosťuková Barbora Krejčíková \| 3 6 \| 6 1 \| 6 4 \| \| \| 4. \| \| Katarina Zavacká Markéta Vondroušová \| 3 6 \| 4 6 \| \| \| \| 5. \| \| Ljudmyla Kičenoková / Dajana Jastremská Karolína Muchová / Linda Nosková \| \| \| \| nehrálo se \| \| Nominace \| \| \| \| \| \| \| \| \| Ukrajina: Marta Kosťuková, Dajana Jastremská, Katarina Zavacká, Ljudmyla Kičenoková, nehrající kapitán Michail Filima \| \| \| \| \| \| \| \| Česko: Barbora Krejčíková, Linda Nosková, Karolína Muchová, Markéta Vondroušová, Sára Bejlek, nehrající kapitán Petr Pála \| \| \| \| \| \| \| Podrobnosti \| \| \| \| \| \| \| \| \| Oba týmy se v předchozí historii soutěže nikdy neutkaly. V důsledku pokračující vojenské agrese Ruska na Ukrajině se hrálo na neutrální půdě v turecké Antalyi, v zemi nestižené válečným konfliktem.Poté co si Kateřina Siniaková obnovila zranění pravého zápěstí na úvod březnového Miami Open 2023,[5] ji v týmu nahradila debutující 17letá Sára Bejlek. Také 18letá Linda Nosková získala první nominaci.[6] Siniaková se tak musela vzdát kvalifikace druhý rok v řadě, když se v roce 2022 zranila také na Miami Open.[7] \| \| \| \| \| \| | |                                                                          |     |     |     |            |
| | |                                                                          | 1.  | 2.  | 3.  |            |
| 1. | | Marta Kosťuková Markéta Vondroušová                                      | 2 6 | 1 6 |     |            |
| 2. | | Katarina Zavacká Barbora Krejčíková                                      | 4 6 | 3 6 |     |            |
| 3. | | Marta Kosťuková Barbora Krejčíková                                       | 3 6 | 6 1 | 6 4 |            |
| 4. | | Katarina Zavacká Markéta Vondroušová                                     | 3 6 | 4 6 |     |            |
| 5. | | Ljudmyla Kičenoková / Dajana Jastremská Karolína Muchová / Linda Nosková |     |     |     | nehrálo se |
| Nominace | |                                                                          |     |     |     |            |
| | Ukrajina: Marta Kosťuková, Dajana Jastremská, Katarina Zavacká, Ljudmyla Kičenoková, nehrající kapitán Michail Filima |                                                                          |     |     |     |            |
| | Česko: Barbora Krejčíková, Linda Nosková, Karolína Muchová, Markéta Vondroušová, Sára Bejlek, nehrající kapitán Petr Pála |                                                                          |     |     |     |            |
| Podrobnosti | |                                                                          |     |     |     |            |
| | Oba týmy se v předchozí historii soutěže nikdy neutkaly. V důsledku pokračující vojenské agrese Ruska na Ukrajině se hrálo na neutrální půdě v turecké Antalyi, v zemi nestižené válečným konfliktem.Poté co si Kateřina Siniaková obnovila zranění pravého zápěstí na úvod březnového Miami Open 2023, ji v týmu nahradila debutující 17letá Sára Bejlek. Také 18letá Linda Nosková získala první nominaci. Siniaková se tak musela vzdát kvalifikace druhý rok v řadě, když se v roce 2022 zranila také na Miami Open. |                                                                          |     |     |     |            |

### Velká Británie vs. Francie
| Coventry Building Society Arena, Coventry, Velká Británie 14.–15. dubna 2023 tvrdý (hala) | |                                                                                |      |         |          |            |
| \| 1. \| \| Katie Boulterová Caroline Garciaová \| 7 62 \| 64 7 \| 62 7 \| \| \| 2. \| \| Harriet Dartová Alizé Cornetová \| 6 78 \| 63 7 \| \| \| \| 3. \| \| Harriet Dartová Caroline Garciaová \| 1 6 \| 712 610 \| 1 6 \| \| \| 4. \| \| Katie Boulterová Alizé Cornetová \| \| \| \| nehrálo se \| \| 5. \| \| Alicia Barnettová / Olivia Nichollsová Clara Burelová / Kristina Mladenovicová \| 7 5 \| 3 6 \| [11] [9] \| \| \| Nominace \| \| \| \| \| \| \| \| \| Velká Británie: Harriet Dartová, Katie Boulterová, , Heather Watsonová, Alicia Barnettová, Olivia Nichollsová, nehrající kapitánka Anne Keothavongová \| \| \| \| \| \| \| \| Francie: Caroline Garciaová, Alizé Cornetová, Clara Burelová, Kristina Mladenovicová, nehrající kapitán Julien Benneteau \| \| \| \| \| \| \| Podrobnosti \| \| \| \| \| \| \| \| \| Předchozí poměr vzájemných zápasů mezi Velkou Británií a Francii činil 2:1. \| \| \| \| \| \| | |                                                                                |      |         |          |            |
| | |                                                                                | 1.   | 2.      | 3.       |            |
| 1. | | Katie Boulterová Caroline Garciaová                                            | 7 62 | 64 7    | 62 7     |            |
| 2. | | Harriet Dartová Alizé Cornetová                                                | 6 78 | 63 7    |          |            |
| 3. | | Harriet Dartová Caroline Garciaová                                             | 1 6  | 712 610 | 1 6      |            |
| 4. | | Katie Boulterová Alizé Cornetová                                               |      |         |          | nehrálo se |
| 5. | | Alicia Barnettová / Olivia Nichollsová Clara Burelová / Kristina Mladenovicová | 7 5  | 3 6     | [11] [9] |            |
| Nominace | |                                                                                |      |         |          |            |
| | Velká Británie: Harriet Dartová, Katie Boulterová, , Heather Watsonová, Alicia Barnettová, Olivia Nichollsová, nehrající kapitánka Anne Keothavongová |                                                                                |      |         |          |            |
| | Francie: Caroline Garciaová, Alizé Cornetová, Clara Burelová, Kristina Mladenovicová, nehrající kapitán Julien Benneteau                              |                                                                                |      |         |          |            |
| Podrobnosti | |                                                                                |      |         |          |            |
| | Předchozí poměr vzájemných zápasů mezi Velkou Británií a Francii činil 2:1.                                                                           |                                                                                |      |         |          |            |

### Kanada vs. Belgie
| Pacific Coliseum, Vancouver, Kanada 14.–15. dubna 2023 tvrdý (hala) | |                                                                                |     |     |     |  |
| \| 1. \| \| Leylah Fernandezová Yanina Wickmayerová \| 6 0 \| 6 3 \| \| \| \| 2. \| \| Rebecca Marinová Ysaline Bonaventureová \| 6 4 \| 4 6 \| 4 6 \| \| \| 3. \| \| Leylah Fernandezová Ysaline Bonaventureová \| 4 6 \| 7 5 \| 6 2 \| \| \| 4. \| \| Katherine Sebovová Greet Minnenová \| 2 6 \| 6 3 \| 3 6 \| \| \| 5. \| \| Gabriela Dabrowská / Leylah Fernandezová Kirsten Flipkensová / Greet Minnenová \| 6 1 \| 6 2 \| \| \| \| Nominace \| \| \| \| \| \| \| \| \| Kanada: Leylah Fernandezová, Rebecca Marinová, Katherine Sebovová, Gabriela Dabrowská, nehrající kapitánka Heidi El Tabakhová \| \| \| \| \| \| \| \| Belgie: Ysaline Bonaventureová, Greet Minnenová, Yanina Wickmayerová, Kirsten Flipkensová, nehrající kapitán Wim Fissette \| \| \| \| \| \| \| Podrobnosti \| \| \| \| \| \| \| \| \| Předchozí poměr vzájemných zápasů mezi Kanadou a Belgií činil 0:3. \| \| \| \| \| \| | |                                                                                |     |     |     |  |
| | |                                                                                | 1.  | 2.  | 3.  |  |
| 1. | | Leylah Fernandezová Yanina Wickmayerová                                        | 6 0 | 6 3 |     |  |
| 2. | | Rebecca Marinová Ysaline Bonaventureová                                        | 6 4 | 4 6 | 4 6 |  |
| 3. | | Leylah Fernandezová Ysaline Bonaventureová                                     | 4 6 | 7 5 | 6 2 |  |
| 4. | | Katherine Sebovová Greet Minnenová                                             | 2 6 | 6 3 | 3 6 |  |
| 5. | | Gabriela Dabrowská / Leylah Fernandezová Kirsten Flipkensová / Greet Minnenová | 6 1 | 6 2 |     |  |
| Nominace | |                                                                                |     |     |     |  |
| | Kanada: Leylah Fernandezová, Rebecca Marinová, Katherine Sebovová, Gabriela Dabrowská, nehrající kapitánka Heidi El Tabakhová |                                                                                |     |     |     |  |
| | Belgie: Ysaline Bonaventureová, Greet Minnenová, Yanina Wickmayerová, Kirsten Flipkensová, nehrající kapitán Wim Fissette     |                                                                                |     |     |     |  |
| Podrobnosti | |                                                                                |     |     |     |  |
| | Předchozí poměr vzájemných zápasů mezi Kanadou a Belgií činil 0:3.                                                            |                                                                                |     |     |     |  |

### Spojené státy americké vs. Rakousko
| Delray Beach Tennis Center, Delray Beach, Spojené státy americké 14.–15. dubna 2023 tvrdý | |                                                                      |     |     |    |            |
| \| 1. \| \| Coco Gauffová Julia Grabherová \| 6 1 \| 6 3 \| \| \| \| 2. \| \| Jessica Pegulaová Sinja Krausová \| 6 0 \| 7 5 \| \| \| \| 3. \| \| Jessica Pegulaová Julia Grabherová \| 6 1 \| 6 3 \| \| \| \| 4. \| \| Coco Gauffová Sinja Krausová \| \| \| \| nehrálo se \| \| 5. \| \| Coco Gauffová / Caty McNallyová Melanie Klaffnerová / Sinja Krausová \| 6 1 \| 6 4 \| \| \| \| Nominace \| \| \| \| \| \| \| \| \| Spojené státy americké: Jessica Pegulaová, Coco Gauffová, Danielle Collinsová, Caty McNallyová, Sofia Keninová, nehrající kapitánka Kathy Rinaldiová \| \| \| \| \| \| \| \| Rakousko: Julia Grabherová, Sinja Krausová, Barbara Haasová, Tamira Paszeková, Melanie Klaffnerová, nehrající kapitánka Marion Maruska \| \| \| \| \| \| \| Podrobnosti \| \| \| \| \| \| \| \| \| Předchozí poměr vzájemných zápasů mezi Spojenými státy a Rakouskem činil 7:2. \| \| \| \| \| \| | |                                                                      |     |     |    |            |
| | |                                                                      | 1.  | 2.  | 3. |            |
| 1. | | Coco Gauffová Julia Grabherová                                       | 6 1 | 6 3 |    |            |
| 2. | | Jessica Pegulaová Sinja Krausová                                     | 6 0 | 7 5 |    |            |
| 3. | | Jessica Pegulaová Julia Grabherová                                   | 6 1 | 6 3 |    |            |
| 4. | | Coco Gauffová Sinja Krausová                                         |     |     |    | nehrálo se |
| 5. | | Coco Gauffová / Caty McNallyová Melanie Klaffnerová / Sinja Krausová | 6 1 | 6 4 |    |            |
| Nominace | |                                                                      |     |     |    |            |
| | Spojené státy americké: Jessica Pegulaová, Coco Gauffová, Danielle Collinsová, Caty McNallyová, Sofia Keninová, nehrající kapitánka Kathy Rinaldiová |                                                                      |     |     |    |            |
| | Rakousko: Julia Grabherová, Sinja Krausová, Barbara Haasová, Tamira Paszeková, Melanie Klaffnerová, nehrající kapitánka Marion Maruska               |                                                                      |     |     |    |            |
| Podrobnosti | |                                                                      |     |     |    |            |
| | Předchozí poměr vzájemných zápasů mezi Spojenými státy a Rakouskem činil 7:2.                                                                        |                                                                      |     |     |    |            |

### Slovensko vs. Itálie
| NTC aréna, Bratislava, Slovensko 14.–15. dubna 2023 tvrdý (hala) | |                                                                                        |        |      |     |  |
| \| 1. \| \| Anna Karolína Schmiedlová Camila Giorgiová \| 2 6 \| 3 6 \| \| \| \| 2. \| \| Viktória Hrunčáková Martina Trevisanová \| 69 711 \| 3 6 \| \| \| \| 3. \| \| Anna Karolína Schmiedlová Jasmine Paoliniová \| 6 1 \| 4 6 \| 6 4 \| \| \| 4. \| \| Viktória Hrunčáková Elisabetta Cocciarettová \| 6 3 \| 7 62 \| \| \| \| 5. \| \| Viktória Hrunčáková / Tereza Mihalíková Elisabetta Cocciarettová / Martina Trevisanová \| 4 6 \| 6 4 \| 5 7 \| \| \| Nominace \| \| \| \| \| \| \| \| \| Slovensko: Anna Karolína Schmiedlová, Viktória Hrunčáková, Renáta Jamrichová, Tereza Mihalíková, nehrající kapitán Matej Lipták \| \| \| \| \| \| \| \| Itálie: Martina Trevisanová, Camila Giorgiová, Elisabetta Cocciarettová, Jasmine Paoliniová, Lucia Bronzettiová, nehrající kapitánka Tathiana Garbinová \| \| \| \| \| \| \| Podrobnosti \| \| \| \| \| \| \| \| \| Předchozí poměr vzájemných zápasů mezi Slovenskem a Itálií činil 2:0. \| \| \| \| \| \| | |                                                                                        |        |      |     |  |
| | |                                                                                        | 1.     | 2.   | 3.  |  |
| 1. | | Anna Karolína Schmiedlová Camila Giorgiová                                             | 2 6    | 3 6  |     |  |
| 2. | | Viktória Hrunčáková Martina Trevisanová                                                | 69 711 | 3 6  |     |  |
| 3. | | Anna Karolína Schmiedlová Jasmine Paoliniová                                           | 6 1    | 4 6  | 6 4 |  |
| 4. | | Viktória Hrunčáková Elisabetta Cocciarettová                                           | 6 3    | 7 62 |     |  |
| 5. | | Viktória Hrunčáková / Tereza Mihalíková Elisabetta Cocciarettová / Martina Trevisanová | 4 6    | 6 4  | 5 7 |  |
| Nominace | |                                                                                        |        |      |     |  |
| | Slovensko: Anna Karolína Schmiedlová, Viktória Hrunčáková, Renáta Jamrichová, Tereza Mihalíková, nehrající kapitán Matej Lipták                         |                                                                                        |        |      |     |  |
| | Itálie: Martina Trevisanová, Camila Giorgiová, Elisabetta Cocciarettová, Jasmine Paoliniová, Lucia Bronzettiová, nehrající kapitánka Tathiana Garbinová |                                                                                        |        |      |     |  |
| Podrobnosti | |                                                                                        |        |      |     |  |
| | Předchozí poměr vzájemných zápasů mezi Slovenskem a Itálií činil 2:0.                                                                                   |                                                                                        |        |      |     |  |

### Německo vs. Brazílie
| Porsche-Arena, Stuttgart, Německo 14.–15. dubna 2023 antuka (hala) | |                                                                                |      |     |     |            |
| \| 1. \| \| Anna-Lena Friedsamová Beatriz Haddad Maiová \| 6 3 \| 4 6 \| 3 6 \| \| \| 2. \| \| Tatjana Mariová Laura Pigossiová \| 6 3 \| 3 6 \| 7 5 \| \| \| 3. \| \| Jule Niemeierová Beatriz Haddad Maiová \| 7 63 \| 3 6 \| 6 2 \| \| \| 4. \| \| Anna-Lena Friedsamová Laura Pigossiová \| 6 1 \| 6 0 \| \| \| \| 5. \| \| Jule Niemeierová / Laura Siegemundová Beatriz Haddad Maiová / Luisa Stefaniová \| \| \| \| nehrálo se \| \| Nominace \| \| \| \| \| \| \| \| \| Německo: Jule Niemeierová, Tatjana Mariová, Anna-Lena Friedsamová, Laura Siegemundová, Eva Lysová, nehrající kapitán Rainer Schüttler \| \| \| \| \| \| \| \| Brazílie: Beatriz Haddad Maiová, Laura Pigossiová, Carolina Alvesová, Ingrid Gamarra Martinsová, Luisa Stefaniová, nehrající kapitánka Roberta Burzagliová \| \| \| \| \| \| \| Podrobnosti \| \| \| \| \| \| \| \| \| Předchozí poměr vzájemných zápasů mezi Německem a Brazílií činil 4:0. \| \| \| \| \| \| | |                                                                                |      |     |     |            |
| | |                                                                                | 1.   | 2.  | 3.  |            |
| 1. | | Anna-Lena Friedsamová Beatriz Haddad Maiová                                    | 6 3  | 4 6 | 3 6 |            |
| 2. | | Tatjana Mariová Laura Pigossiová                                               | 6 3  | 3 6 | 7 5 |            |
| 3. | | Jule Niemeierová Beatriz Haddad Maiová                                         | 7 63 | 3 6 | 6 2 |            |
| 4. | | Anna-Lena Friedsamová Laura Pigossiová                                         | 6 1  | 6 0 |     |            |
| 5. | | Jule Niemeierová / Laura Siegemundová Beatriz Haddad Maiová / Luisa Stefaniová |      |     |     | nehrálo se |
| Nominace | |                                                                                |      |     |     |            |
| | Německo: Jule Niemeierová, Tatjana Mariová, Anna-Lena Friedsamová, Laura Siegemundová, Eva Lysová, nehrající kapitán Rainer Schüttler                      |                                                                                |      |     |     |            |
| | Brazílie: Beatriz Haddad Maiová, Laura Pigossiová, Carolina Alvesová, Ingrid Gamarra Martinsová, Luisa Stefaniová, nehrající kapitánka Roberta Burzagliová |                                                                                |      |     |     |            |
| Podrobnosti | |                                                                                |      |     |     |            |
| | Předchozí poměr vzájemných zápasů mezi Německem a Brazílií činil 4:0.                                                                                      |                                                                                |      |     |     |            |

### Kazachstán vs. Polsko
| Národní tenisové centrum Daulet, Astana, Kazachstán 14.–15. dubna 2023 antuka (hala) | |                                                                          |     |     |    |            |
| \| 1. \| \| Julia Putincevová Magda Linetteová \| 7 5 \| 6 3 \| \| \| \| 2. \| \| Jelena Rybakinová Weronika Falkowská \| 6 3 \| 6 4 \| \| \| \| 3. \| \| Jelena Rybakinová Magda Linetteová \| 6 4 \| 6 2 \| \| \| \| 4. \| \| Julia Putincevová Weronika Falkowská \| \| \| \| nehrálo se \| \| 5. \| \| Anna Danilinová / Julia Putincevová Weronika Falkowská / Alicja Rosolská \| 3 6 \| 4 6 \| \| \| \| Nominace \| \| \| \| \| \| \| \| \| Kazachstán: Jelena Rybakinová, Julia Putincevová, Gozal Ajnitdinovová, Anna Danilinová, Žanel Rustěmovová , nehrající kapitánka Jaroslava Švedovová \| \| \| \| \| \| \| \| Polsko: Magda Linetteová, Weronika Falkowská, Magdalena Fręchová, Weronika Ewaldová, Alicja Rosolská, nehrající kapitán Dawid Celt \| \| \| \| \| \| \| Podrobnosti \| \| \| \| \| \| \| \| \| Oba týmy se v předchozí historii soutěže nikdy neutkaly.Úřadující světová jednička Iga Świąteková se odhlásila v souvislosti s bolestmi žeber, kvůli čemuž musela odstoupit z březnového Miami Open 2023.[14] \| \| \| \| \| \| | |                                                                          |     |     |    |            |
| | |                                                                          | 1.  | 2.  | 3. |            |
| 1. | | Julia Putincevová Magda Linetteová                                       | 7 5 | 6 3 |    |            |
| 2. | | Jelena Rybakinová Weronika Falkowská                                     | 6 3 | 6 4 |    |            |
| 3. | | Jelena Rybakinová Magda Linetteová                                       | 6 4 | 6 2 |    |            |
| 4. | | Julia Putincevová Weronika Falkowská                                     |     |     |    | nehrálo se |
| 5. | | Anna Danilinová / Julia Putincevová Weronika Falkowská / Alicja Rosolská | 3 6 | 4 6 |    |            |
| Nominace | |                                                                          |     |     |    |            |
| | Kazachstán: Jelena Rybakinová, Julia Putincevová, Gozal Ajnitdinovová, Anna Danilinová, Žanel Rustěmovová , nehrající kapitánka Jaroslava Švedovová                                                       |                                                                          |     |     |    |            |
| | Polsko: Magda Linetteová, Weronika Falkowská, Magdalena Fręchová, Weronika Ewaldová, Alicja Rosolská, nehrající kapitán Dawid Celt                                                                        |                                                                          |     |     |    |            |
| Podrobnosti | |                                                                          |     |     |    |            |
| | Oba týmy se v předchozí historii soutěže nikdy neutkaly.Úřadující světová jednička Iga Świąteková se odhlásila v souvislosti s bolestmi žeber, kvůli čemuž musela odstoupit z březnového Miami Open 2023. |                                                                          |     |     |    |            |

### Slovinsko vs. Rumunsko
| Sport Park Bonifika, Koper, Slovinsko 14.–15. dubna 2023 antuka | |                                                                        |     |      |     |  |
| \| 1. \| \| Kaja Juvanová Ana Bogdanová \| 6 3 \| 3 6 \| 4 6 \| \| \| 2. \| \| Tamara Zidanšeková Jaqueline Cristianová \| 1 6 \| 6 4 \| 3 6 \| \| \| 3. \| \| Tamara Zidanšeková Ana Bogdanová \| 3 6 \| 7 64 \| 7 5 \| \| \| 4. \| \| Kaja Juvanová Jaqueline Cristianová \| 6 2 \| 6 4 \| \| \| \| 5. \| \| Kaja Juvanová / Tamara Zidanšeková Irina Baraová / Monica Niculescuová \| 4 6 \| 6 2 \| 6 4 \| \| \| Nominace \| \| \| \| \| \| \| \| \| Slovinsko: Tamara Zidanšeková, Kaja Juvanová, Nina Potočniková, Pia Lovričová, Ela Nala Milićová, nehrající kapitán Andrej Krasevec \| \| \| \| \| \| \| \| Rumunsko: Ana Bogdanová, Jaqueline Cristianová, Irina Baraová, Anca Todoniová, Monica Niculescuová, nehrající kapitán Horia Tecău \| \| \| \| \| \| \| Podrobnosti \| \| \| \| \| \| \| \| \| Předchozí poměr vzájemných zápasů mezi Slovinskem a Rumunskem činil 1:0. \| \| \| \| \| \| | |                                                                        |     |      |     |  |
| | |                                                                        | 1.  | 2.   | 3.  |  |
| 1. | | Kaja Juvanová Ana Bogdanová                                            | 6 3 | 3 6  | 4 6 |  |
| 2. | | Tamara Zidanšeková Jaqueline Cristianová                               | 1 6 | 6 4  | 3 6 |  |
| 3. | | Tamara Zidanšeková Ana Bogdanová                                       | 3 6 | 7 64 | 7 5 |  |
| 4. | | Kaja Juvanová Jaqueline Cristianová                                    | 6 2 | 6 4  |     |  |
| 5. | | Kaja Juvanová / Tamara Zidanšeková Irina Baraová / Monica Niculescuová | 4 6 | 6 2  | 6 4 |  |
| Nominace | |                                                                        |     |      |     |  |
| | Slovinsko: Tamara Zidanšeková, Kaja Juvanová, Nina Potočniková, Pia Lovričová, Ela Nala Milićová, nehrající kapitán Andrej Krasevec |                                                                        |     |      |     |  |
| | Rumunsko: Ana Bogdanová, Jaqueline Cristianová, Irina Baraová, Anca Todoniová, Monica Niculescuová, nehrající kapitán Horia Tecău   |                                                                        |     |      |     |  |
| Podrobnosti | |                                                                        |     |      |     |  |
| | Předchozí poměr vzájemných zápasů mezi Slovinskem a Rumunskem činil 1:0.                                                            |                                                                        |     |      |     |  |